# ناحیه اورت، میشیگان
ناحیه اورت (به انگلیسی: Everett Township) یک منطقهٔ مسکونی در ایالات متحده آمریکا است که در شهرستان نیویگو، میشیگان واقع شده‌است.
 ناحیه اورت ۹۲٫۷ کیلومتر مربع مساحت و ۱٬۹۸۵ نفر جمعیت دارد و ۲۶۴ متر بالاتر از سطح دریا واقع شده‌است.